# Uso del radar en la Kriegsmarine
En 1943, la tasa de pérdidas de los submarinos alemanes es enorme. A pesar de haber dejado de usar los telémetros "Metox", los británicos siguen pudiendo detectar a los submarinos, lo que se traduce en hundimientos masivos de estos. Los alemanes aún no lo sabían, pero los británicos habían perfeccionado un nuevo detector radioeléctrico, el radar.
El 31 de mayo de 1943, el almirante Dönitz se dirigió al cuartel general de Berchtesgaden para entrevistarse con el Führer. Adolf Hitler escuchó atentamente el informe de Dönitz: 

“Este mes hemos perdido el 30% de los submarinos en operaciones. Tales pérdidas son demasiado elevadas…. En consecuencia he replegado los submarinos al norte del Atlántico al oeste de las Azores, donde, me complazco en esperarlo, la vigilancia aérea del enemigo será menos intensa. Mi intención es reanudar el ataque a los convoyes del Atlántico norte una vez que los buques hayan recibido nuevas armas y medios de defensa eficaces. Lo que necesitan ante todo es un receptor que les prevenga que han sido captados por el radar de un avión. No lo poseemos. No sabemos tampoco de qué onda se vale el adversario para localizarnos, ni si utiliza dispositivos de alta frecuencia u otros. Hemos puesto manos a la obra para descubrirlo…”
Informe del Almirante Mayor Karl Dönitz al Führer Adolf Hitler el 31 de mayo de 1943#GGC11C

## Descubrimiento del radar británico
Algunas semanas más tarde, la casualidad acude en ayuda de los ingenieros alemanes de la casa Telefunken. Tras el bombardeo sufrido en el mes de marzo, algunas partes del aparato recuperado de un bombardero británico se habían perdido. Sin embargo, aparece un segundo aparato, retirado de un avión derribado. Por una coincidencia, las partes intactas de aquel sustituyen exactamente las partes destruidas del primero. Así, pueden efectuar un nuevo montaje y poner el aparato en funcionamiento, con lo que pueden comprobar lo que ya sospechaban.
Los hallazgos son comunicados en una reunión de sabios y técnicos de alta frecuencia convocada al efecto el mes de agosto. Acuden los involucrados en las investigaciones que se vienen efectuando desde hacía meses fruto de la dramática petición de Dönitz. En la reunión se presentó un gran disco curvado de cristal transparente; una aplicación del tubo de Braun. El cristal era recorrido por una luz verdosa, al tiempo que una antena situada sobre una plataforma de la torre de las instalaciones de Humboldt Haine giraba lentamente. Pudieron ver una imagen bastante fiel de la población existente en torno a las instalaciones de Telefunken, no tan nítida como una fotografía a pleno sol, pero lo suficientemente precisa en sus contornos y detalles para permitir reconocerla por entero. De esta forma pudieron comprender por qué los bombarderos aliados descubrían sus objetivos en cualquier momento y que los submarinos fueran descubiertos tan pronto emergen, a pesar de la noche, las nubes y la bruma.
El aparato emitía impulsos de alta frecuencia que se reflejan sobre todos los objetos con los que tropiezan para regresar trazando fielmente los contornos de los mismos, indicando sobre el “ojo” del radar su distancia y dirección. Funcionaba en una longitud de onda increíblemente pequeña: 9 centímetros.

## Las investigaciones alemanas
Un grupo de ingenieros de la G. E. M. A., sociedad privada que se ocupaba de la detección radioeléctrica, asistieron en octubre de 1934, en Pelzerhaken, sobre el mar Báltico, a los ensayos efectuados con el “Grille”, que iba y venía por alta mar. El aparato funcionaba en una longitud de onda de 48 centímetros. Se consiguió medir la distancia a que se hallaba el buque, hasta el límite relativamente considerable de 11 km. A partir de ese instante se concibió la idea de emitir impulsos y captar su regreso mediante un tubo de Braun. Sin embargo el Alto Mando de la Marina no se mostró partidario, por ser el tubo de Braun una lámpara de cristal extremadamente frágil, sobre todo pensando que iba a ser montado sobre un buque de guerra que está expuesto a sufrir terribles sacudidas. Los mandos navales solicitaron entonces que se utilizasen otros métodos u otro receptor de impulsos más robusto. Finalmente, desecharon el concepto.
En 1935 los ingenieros de la G. E. M. A. experimentaron en la longitud de onda de 14 cm. Los experimentos resultaron un fiasco porque el receptor solo captaba el retorno a partir de 3 km. Renunciaron a su desarrollo sin sospechar su verdadero alcance. Así pues, los experimentos con ondas decimétricas fueron abandonadas definitivamente. Los aliados, en cambio, siguieron el camino inverso. En 1935, cuando los alemanes trabajaban en longitudes de onda de 14 cm, los británicos no estaban aún más que en  longitudes de onda de 11 metros, pero fueron reduciéndolas en su investigación, para llegar por último, mediada la guerra, a desarrollar las posibilidades que ofrecían las ondas de una longitud extremadamente corta de 9 cm.
Este progreso no pasó inadvertido en el campo alemán. Cuando el 2 de agosto de 1939, el dirigible “Graf Zeppelín” hizo una “visita amistosa” al Reino Unido, se retrasó un poco en la costa británica. Se olfateaba ya el secreto; pero, como relata Churchill en sus Memorias, las estaciones de radar de esta costa habían recibido la orden de mantener absoluto silencio durante la estancia del dirigible. Éste llevaba a bordo especialistas provistos de aparatos receptores. A su retorno a Alemania, reportaron, que no habían observado ninguna actividad referente a la detección radioeléctrica.
El Alto Mando Naval alemán no se dejó engañar. Sabían por otros medios que los británicos se entregaban a investigaciones de los impulsos de alta frecuencia y era absolutamente necesario saber en qué longitud de onda operaban y sobre todo cuáles eran los resultados obtenidos. Ese deseo fue parcialmente satisfecho en el verano de 1940, cuando los ejércitos alemanes avanzaron hasta la costa del Canal de la Mancha y se hizo posible la observación de las estaciones adversarias desde puntos más próximos. Los técnicos advirtieron de sus posibilidades y de la necesidad de seguir investigando. Sin embargo, Göering, se burló de esos “ridículos temores”. Según él, todo lo que no podía ser utilizado en los siguientes seis meses no presentaba interés alguno. La época que siguió a la campaña de Francia fue de confianza exagerada, aquella en que Keitel, recientemente promovido a mariscal, no vacilaba en proclamar: “¡Hemos ganado la guerra, pero los otros aún no se han dado cuenta de ello!”.

## Decisiones erradas
Por aquella época, Hitler prohibió que se emprendiera cualquier investigación que no fuera susceptible de dar resultados positivos en el plazo de un año. Esto significaba la supresión total de los ensayos de gran envergadura en el dominio de la detección radioeléctrica. La Marina continuó trabajando en ello, pero solamente con un reducido núcleo de técnicos, mientras que en Estados Unidos y el Reino Unido se realizaban toda clase de esfuerzos para acortar el retraso que se llevaba en relación con los alemanes.
Esta orden, dada por Hitler, tuvo fatales consecuencias en 1943: no sólo el brusco acrecentamiento de las destrucciones de U-Boote y el virtual fin de la guerra submarina, tan eficaz anteriormente, sino también la pérdida del crucero de batalla “Scharnhorst”, el buque que de entre toda la flota había sido considerado hasta entonces como el más afortunado.